# De Toekomst (zuivelfabriek)
De Toekomst is een voormalige zuivelfabriek in de Friese plaats Rinsumageest.
De coöperatieve stoomzuivelfabriek "De Toekomst", opgericht in 1901, werd gebouwd langs de noordelijke oever van de Murk in Rinsumageest. Van 1901 tot 1976 is het bedrijf werkzaam geweest ten behoeve van de zuivelproductie in Friesland. Het Nieuwsblad van Noord-Oost Friesland wijdde in 1976 een artikel aan de bedrijfsluiting met als titel "Morgen stopt Coöp. zuivelfabriek "De Toekomst" te Rinsumageest". Na het beëindigen van de bedrijfswerkzaamheden zijn enkele bedrijfsgebouwen en de schoorsteen bewaard gebleven. In de vrijgekomen bedrijfsruimte werd een bakkerij gevestigd. In een deel van de bedrijfsgebouwen is sindsdien Hobbydoos.nl een webshop in wol en garen gehuisvest.

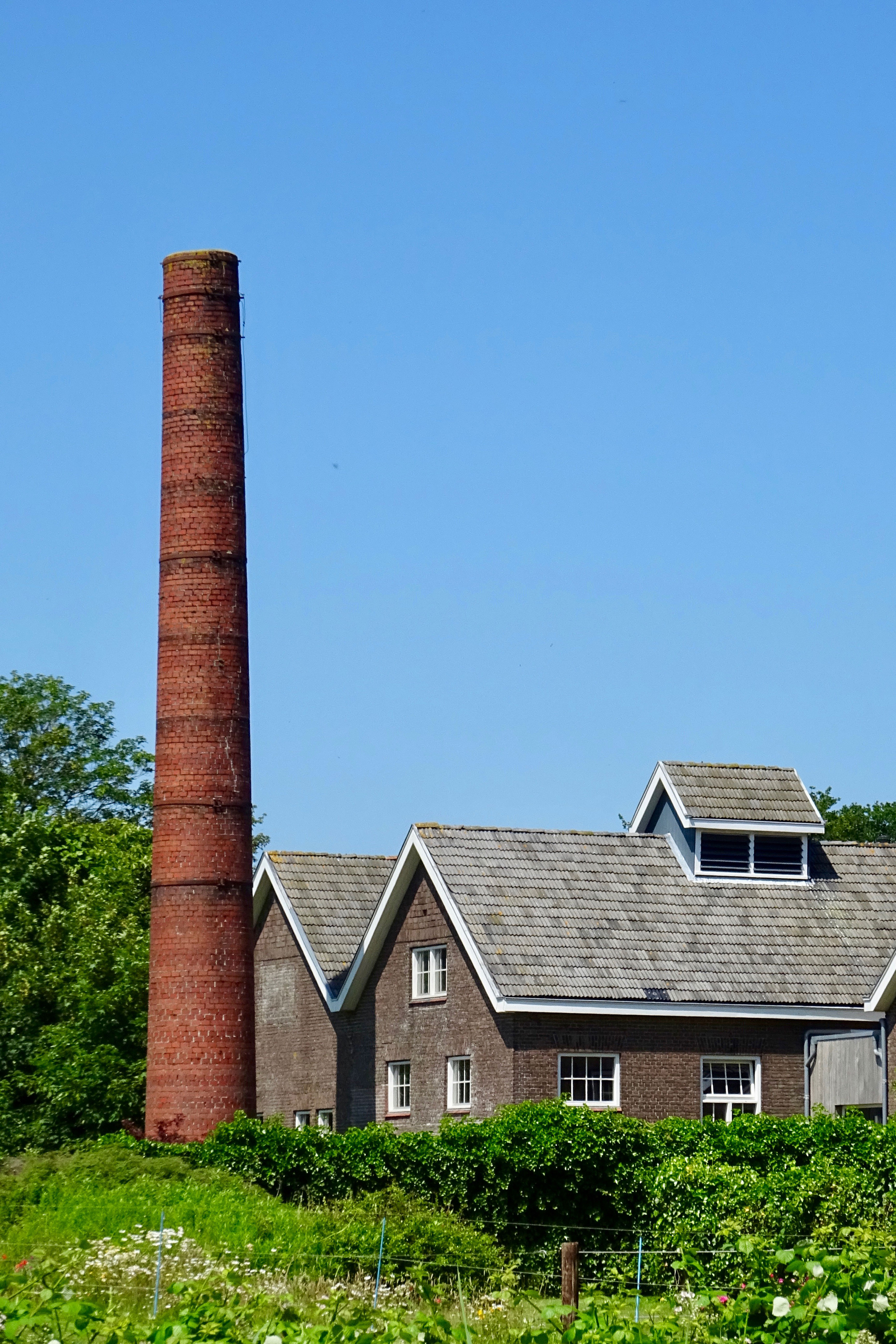
Schoorsteen voormalige zuivelfabriek de Toekomst Rinsumageest